# Monospatieret skrift
Monospatieret skrift er en skrift, hvor alle tegn er lige brede. Det vil altså sige, at bogstavet „i“ fylder lige så meget som „w“. Det kan være svært at konstruere sådan en skrift, men det gøres som regel ved, at i’et får nogle store seriffer og w’et bliver meget smalt.
Fordelen ved en monospatieret skrift er, at den er nem at bruge i opstillinger med rækker og kolonner. Desuden er den overskuelige til programmeringskode på computerskærme og i f.eks. gamle DOS-programmer.
Ulempen ved skriften er, at den ikke er særlig pæn i tryksager, den fylder ca. 20% mere end en proportionalskrift og har nemt ved at give anledning til floder i tekster. Monospatierede skrifter er derfor sjældent egnede til tryksager, dog bruges skrifttypen Courier ofte for at efterligne skrivemaskineskrift, der netop er monospatieret.
Af monospatierede skrifter ud over Courier kan nævnes Terminal og Fixedsys, der udelukkende er skærmskrifter.